# Delphinium uliginosum
Delphinium uliginosum là một loài thực vật có hoa trong họ Mao lương. Loài này được Curran mô tả khoa học đầu tiên năm 1885.